# إدريس عماد الدين
إدريس عماد الدين هو إدريس عماد الدين بن الحسن القرشي ولد عام 1392م وتوفى في العاشر من حزيران/يونيو من عام 1468م.كان الداعي المطلق التاسع عشر للطيبية الاسماعيلية، وزعيماً دينياً وسياسياً كبيراً في اليمن في القرن الخامس عشر، فضلاً عن أنه أهمُّ مؤرخٍ إسماعيلي في القرون الوسطى. تعتبر أعماله المرتكز الرئيس لتاريخ الخلافة الفاطمية والمجتمعات الإسماعيلية في اليمن.

## حياته
ولد إدريس عام 1392م في شبام وسط اليمن، وكان من عائلة بني الوليد ولقبهم الأنف، من قبيلة قريش. وقد قدمت الأسرة عدة مبشرين طيبيين إسماعيليين في اليمن لفترة تصل إلى أوائل القرن الثالث عشر. واسم الدٌاعي المُطلق الذي أطلق على هؤلاء المبشرين يدل على موقعهم كحكام افتراضيين للجماعة الطيبية بصفتهم ممثلي الإمام المُغَيّب الطيب أبو القاسم. وامتد نطاق هذه السلطة مجتمع الطيبيين في اليمن والهند أيضاً. كان جدّ إدريس عبد الله فخر الدين الداعي المطلق السادس عشر، يليه والده الحسن بدر الدين بن عبد الله، ومن بعدِ وفاة والده عام 1418، خَلفه عمّه علي شمس الدين بن عبد الله بن الوليد، المُتَوفَّى عام 1428م.
في شبابه، تلقّى إدريس تعليماً شاملاً، وكان نشطاً في حكم المجتمع الطيبي. وعندما توفي عمه في عام 1428، خلفه في منصب الدّاعي المُطلق وكان ترتيبه التاسع عشر، شغل هذا المنصب إلى حين وفاته. واتخذ من حِصن جبل حراز مقرا لإقامته. وكعادة أسلافه، تحالف إدريس مع الدولة الرسولية في زبيد (الحديدة) ضد الأئمة الزيديين في صنعاء. وحارب مراراً وتكراراً إلى جانب الملك الظاهر (1428-1439) ضد الإمام الزّيدي المنصور علي بن صلاح الدين (1391-1436)، واستعادَ العديد من الحصون من تحت السّيطرة الزّيديَّة. وعندما خَلَفَ الطاهريون الزيديين في اليمن عام 1454، حافظ إدريس على علاقات ودّية مع حكام زبيد الجدد، أمير (1454-1460) وأخيه علي (1460-1479). وبعد تفشي الطّاعون في تموز/يوليو عام 1436 عاد إلى مَسْقَطِ رأسِه في شبام.
أَولى إدريس اهتماماً خاصاً للجهود التبشيرية في غرب الهند، وساهم في إنجاح حَملات الطيبيّين التبشيرية في كجرات. وكما يقول العلماء الطيبيُين الهنود أمثال خواج بن ملاك والشيخ قطب شاهد، كان إدريس هوَ الذي خطط لأول مرة لنقل مقر الحركة التبشيرية الطيبية من اليمن إلى الهند، على الرّغم من أن ذلك لم يحدث إلا بعد قرنٍ من وفاته في العاشر من تمُوز/يونيو 1468. وخلفه ولداه الحسن بدر الدين بن إدريس، والحسين حسام الدين بن إدريس، ومن ثم حفيداهُ علي شمس الدين بن الحسين حسام الدين ومحمد عز الدين الأول. كان محمد عز الدين الأول، الـدّاعي الثالث والعشرين وآخر الدُّعاةِ من نسْلِهِ، وعند وفاته تم ترشيح يوسف نجم الدين بن سليمان خلفاً له.
أُعيد بناء ضريح إدريس في شبام عام 2010 من قبل الدّاعي المطلق الثاني والخمسين لفرقة البهرة الداوودية وهي فَرْعٌ من فروع الإسماعيلية الطّيْبيّة، 

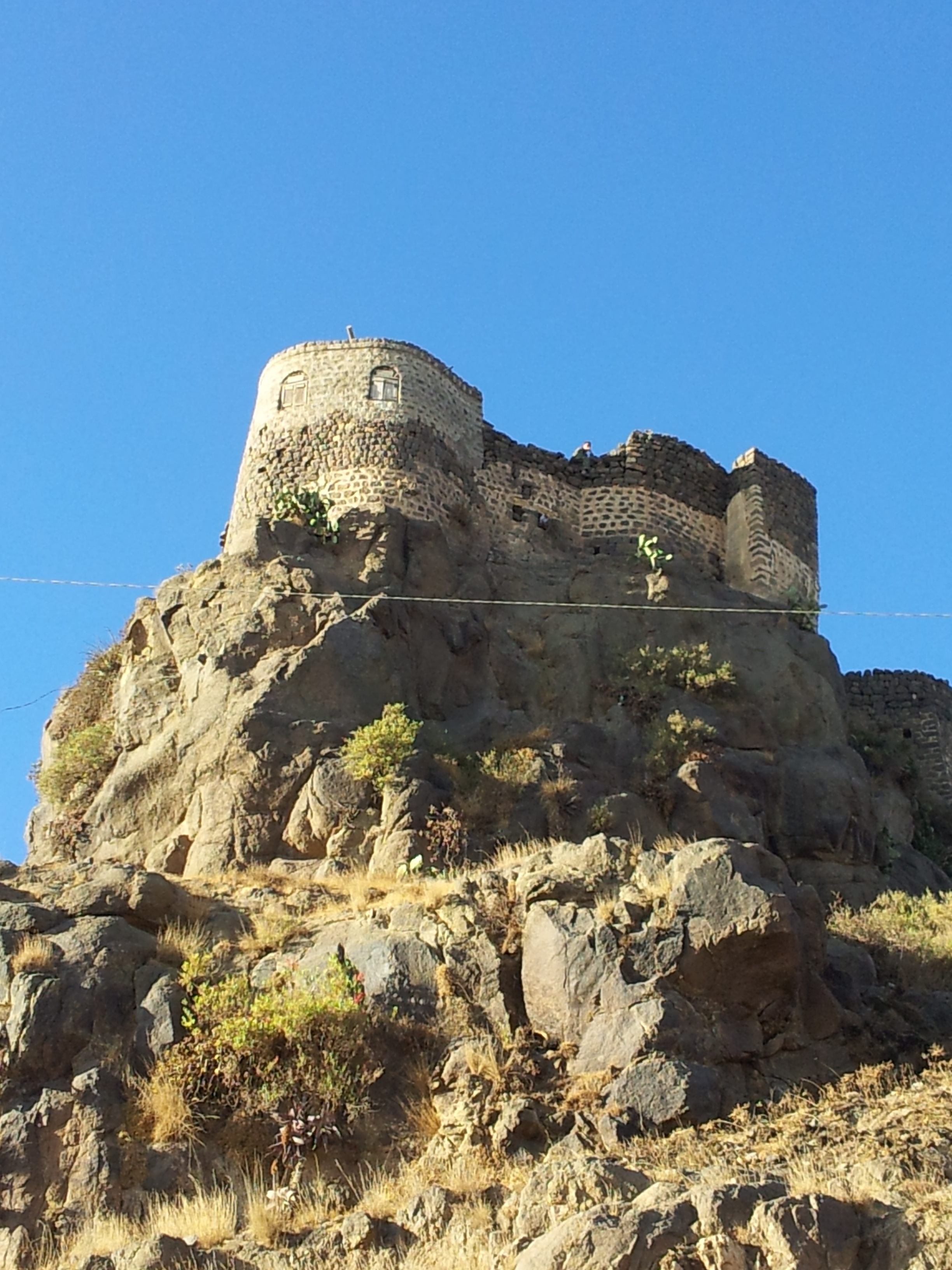
قلعة إدريس، شبام
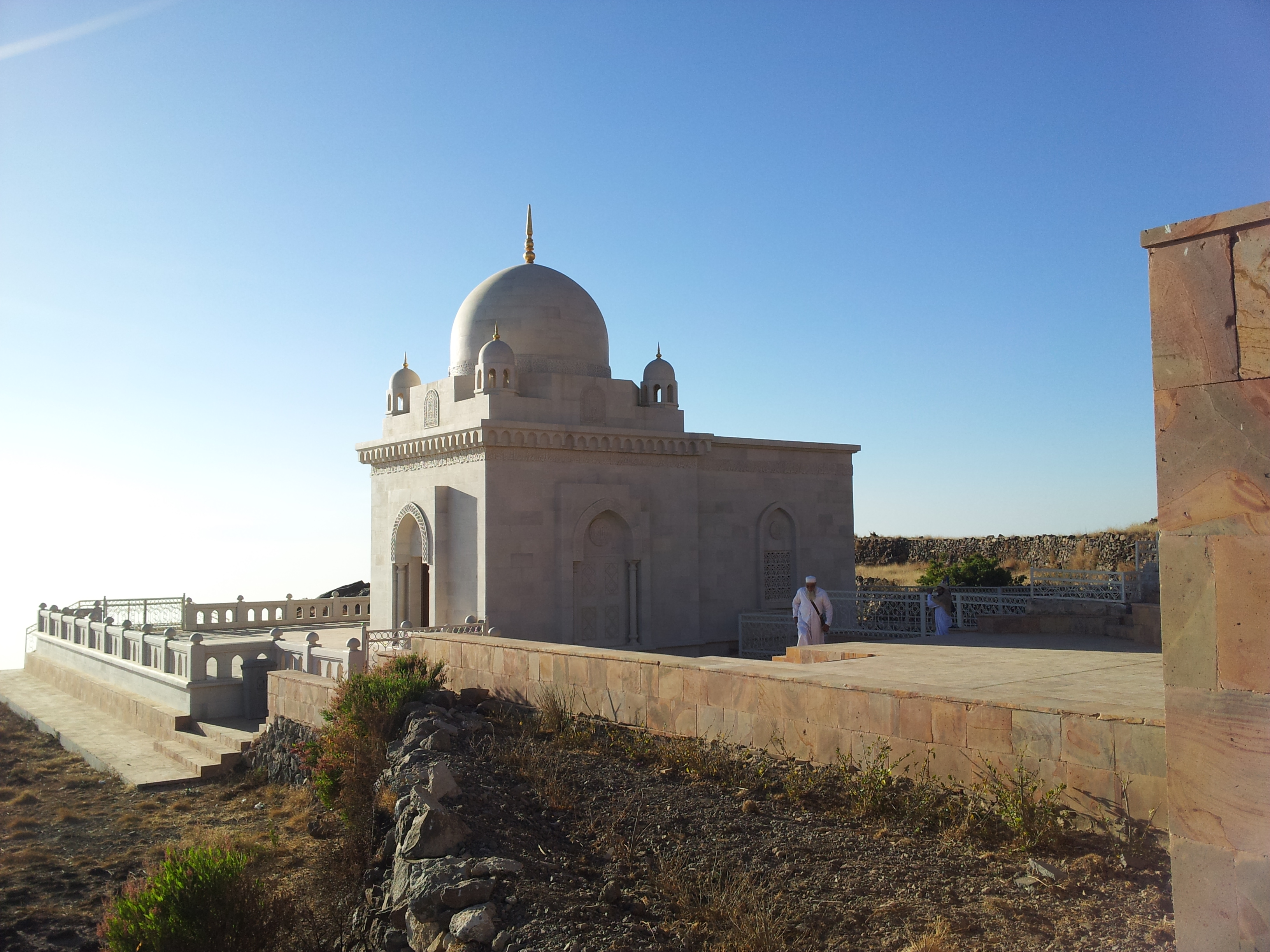
ضريح إدريس الذي أعيد بناؤه في عام 2013

## أعماله
إلى جانب واجباته الدينية والسياسية، كان إدريس أيضاً عالماً مخلصاً وكاتباً غزير الإنتاج. «حيث أصبحت أعماله تأسيسية للدعوة الطيبية»كان المكان المحبذ إليه للكتابة بجوار بحيرة جوجب بالقرب من شبام ينسب الباحث الطيبي حسن بن نوح في القرن السادس عشر أحد عشر عملاً إلى إدريس. كما يُعدّد المؤرخ أيمن فؤاد سيد أحد عشر مؤلفاً مؤكداً، وثلاثة أُخر نُسبت إلى إدريس.

### أعماله التاريخية
عملهُ الرئيس هو «عيون الأخبار» عبارة عن سبع مجلدات، في تاريخ الإسلام منذ عهد الرسول محمد صلى الله عليه وسلم، مروراً بالأئمة الإسماعيليين حتى نهاية الخلافة الفاطمية، وكذلك بداية الدعوة الطيبية في اليمن فترة بنو صليح. استخدم إدريس فيه عدداً كبيراً من المصادر الإسماعيلية وغير الإسماعيلية. وأثبت هذا العمل أنه الأكثر شهرة كما يقول فرهاد دفتري لكونه المُؤَلَّفَ التاريخي الوحيد عن الإسماعيلية خلال العصور الوسطى حيث قدم منظوراً إسماعيلياً فريداً عن تاريخ الخلافة الفاطمية ووكلائها في اليمن. ومقارنة بأعمال المقريزي، يعتبر عمل عيون الأخبّار هو المصدر الأكثر تفصيلاً للتاريخ الفاطمي.
وقد تم نشر «عيون الأخبار» في عدد من الطبعات النقدية:
- المجلدات 4-6، تحرير مصطفى غالب، دار الأندلس، بيروت 1975-1984
- المجلد الخامس، الذي يركز على الفاطميين، تحرير فرحات دشراوي، تونس 1979، ومرة أخرى محمد اليعلاوي، دار الغرب الإسلامي، بيروت 1985
- جميع المجلدات السبعة لأحمد شعيلات، محمود فاخوري، يوسف فطوم، مأمون صغيري، وأيمن فؤاد سيد، لندن ودمشق 2007-2010
- ترجم شاينول جيوا مقتطفات من المجلدين 5 و6 إلى اللغة الإنجليزية في مؤسسة القاهرة. الإمام الفاطمي الخليفة المعز وعصره، ط. ب. توريس، لندن ونيويورك 2013
- المجلد 7، مع ترجمة موجزة باللغة الإنجليزية، بقلم أيمن فؤاد سيد مع كل من بول ووكر وموريس بوميرانتز، الفاطميين وخلفائهم في اليمن: تاريخ الجماعة الإسلامية، تاوريس (بالتعاون مع معهد الدراسات الإسماعيلية)، لندن ونيويورك 2002

كمَّل كتاب «عيون الأخبار» عملان آخران أصغر حجما، هما «نزهة الأفكار» و«روضة الأخبار» الذي ركز بشكل محدد على المجتمع الطيبي في اليمن منذ انهيار سلالة بنو صليح إلى عهد إدريس.

### أعماله اللاهوتية
ومن بين أعماله اللّاهوتية، يبرُز كتاب «زهر المعاني»، وهو أطروحة عن المذهب الباطني الطّيبي. قدمت أفكارَ حميد الدين الكرماني الميتافيزيقيّة في القرْنِ الحادي عشر الإلهام لإدريس. كما ألّف ستّة كتب دينيّة قصيرة أخرى: واحدٌ أتى على شكل سؤال وجواب على الأسئلة اللاهوتية؛ والآخر تفسير لاهوتي للجوانب المرتبطة بالتقويم الإسلامي؛ وأطروحة حول الحفاظ على صيام رمضان الكامل؛ ودحضُ الرسالة الدينية الزّيدية؛ وأطروحةٌ جدليّةٌ ضد ملحد يشار إليها فقط باسم «الجمل»؛ ودَحْضِ ممارساتِ بعض الهُنود في مُشاهدة القمر لأجلِ تحديد بداية ونهاية شهر رمضان.
وأخيراً، ألف ديواناً، حَاكىْ فيه الشّاعِرَ المؤيد في الدين الشيرازي مِنَ العصرِ الفاطِميّ. كانت مُوضوعاتُهُ عبارةً عن قصائد دينيّة في مُعظمها، حيث كانت تمدح النبي مُحَمَّد صلى الله عليه وسلم وعلي وآله، والأئمة الإسماعيليين. كما تطرّق أيضا إلى بعض جوانب العقيدة، والبعض الآخر عَبَّرَ فيهِ عَنْ مُعتقداته الرّوحيّة.